# Batelov
Batelov (německy Battelau) je městys po obou stranách historické česko-moravské zemské hranice, rozkládající se v okrese Jihlava v Kraji Vysočina, asi 16 kilometrů jihozápadně od Jihlavy. Žije zde přibližně 2 400 obyvatel.

## Název
Název městyse byl odvozen od (německého) osobního jména Bat(e)l, zdrobněliny jména Bat(t)o. Význam místního jména byl "Batelův majetek". Vývoj jména obce v písemných pramenech: Patelov (1279), Patluna (1325), Batholowicz (1361), Bathalow (1412), Patlaun (1517), v Bathelowie (1534), Battelau a Batelow (1678). Židovský název městyse v hebrejštině zní באטלויא.

## Historie
První písemná zmínka o obci pochází z roku 1279. Původní osada s tvrzí byla založena v části zvané Na Vůbci. Od 14. století zde stávala tvrz. V roce 1534 se Batelov stal městečkem.
Během revitalizace Pilského rybníka byl proveden archeologický průzkum. Na dně zjistili archeologové zbytky staveb, pocházejících ze 13. až 14. století. Jsou to pravděpodobně pozůstatky zaniklé vsi. Nalezeny byly i další objekty z 15. a 16. století, různé kovové předměty (podkovy, přezky, mince, např. pražský groš či malé mince z 15. a 16. století) a střepy keramiky.
V roce 1735 batelovské panství koupil svobodný pán Johan Christofor Burkhard, Baron de Kllee – pán na Batelově a Stránkách. Za jeho vlády došlo ke klasicistní přestavbě tzv. Nového zámku a v roce 1755 zahájil stavbu kostela sv. Petra a Pavla. V 17. století zde byla založeny hamry, které byly v 1. polovině 19. století modernizovány na železárny.
V roce 1851 tudy projížděl Karel Havlíček Borovský během své cesty do vyhnanství v Brixenu. V Batelově se státnímu kočáru porouchalo kolo; během opravy v místní kovárně se Havlíček setkal na místní poště s poštmistrem J. Rajským a farářem Slavíkem. Havlíček v Batelově pobýval již za studentských let, kdy zde napsal báseň Dumka na batelovském vrchu. V roce 1921 byla ve Vršku umístěna jeho pamětní deska. Roku 1971 byl na jeho počest postaven pomník na náměstí.
V letech 1869–1880 byl Švábov osadou Batelova, stejně jako Nový Svět a Spělov v letech 1869–1900. Od 1. července 1989 do 31. prosince 1992 k Batelovu jako místní část náležel Švábov. Od 1. července 1989 k obci přísluší jako místní části vesnice Bezděčín, Lovětín, Nová Ves a Rácov. Od 23. dubna 2008 byl obci vrácen status městyse.

## Přírodní poměry
Batelov leží v okrese Jihlava v Kraji Vysočina. Nachází se 6,5 km jihozápadně od Dolní Cerekve, 7,5 km severozápadně od Třeště, 3,5 km severně od Rácova, 4,5 km severovýchodně od Nové Vsi a 5,5 km východně od Horní Cerekve. Geomorfologicky je oblast součástí Česko-moravské subprovincie, konkrétně leží na rozmezí Javořické vrchoviny a Křižanovské vrchoviny a jejich podcelků Brtnické vrchoviny a Jihlavských vrchů, v jejichž rámci spadá pod geomorfologické okrsky Třešťskou pahorkatinu a Řásenskou vrchovinu. Průměrná nadmořská výška činí 552 metrů.
Nejvyšší bod, Vršek (631 m n. m.), leží východně od městyse. Jižně se nachází Posvátný (630 m n. m.). Severně od Batelova je vyvýšenina Na Vrších (595 m n. m.) a Rohozenský kopec (593 m n. m.). Městysem protéká řeka Jihlava, do níž se východně od Batelova vlévá potok Hanzalka (z jihu) a ze severu Hraniční potok. Před Zámeckým rybníkem se přímo v Batelově do Jihlavy vlévá Batelovský potok, na němž se v jižní části obce nachází Pilský rybník, na řece Jihlavě západně od Batelova pak Škrobárenský rybník. U postranního vchodu na hřbitov roste památná 25metrová lípa velkolistá, jejíž stáří bylo v roce 2009 odhadováno na 250 let.

## Obyvatelstvo
Podle sčítání 1930 zde žilo v 349 domech 1 848 obyvatel. 1 833 obyvatel se hlásilo k československé národnosti a 9 k německé. Žilo zde 1 757 římských katolíků, 21 evangelíků, 20 příslušníků Církve československé husitské a 31 židů.
| Rok            | 1869  | 1880  | 1890  | 1900  | 1910  | 1921  | 1930  | 1950  | 1961  | 1970  | 1980  | 1991  | 2001  | 2011  | 2021  |
| -------------- | ----- | ----- | ----- | ----- | ----- | ----- | ----- | ----- | ----- | ----- | ----- | ----- | ----- | ----- | ----- |
| Počet obyvatel | 3 271 | 3 208 | 3 274 | 3 278 | 3 365 | 3 214 | 3 042 | 2 293 | 2 486 | 2 389 | 2 363 | 2 286 | 2 393 | 2 247 | 2 276 |
| Počet domů     | 440   | 473   | 483   | 473   | 510   | 517   | 574   | 573   | 589   | 604   | 603   | 723   | 774   | 816   | 803   |

| Rok            | 1869  | 1880  | 1890  | 1900  | 1910  | 1921  | 1930  | 1950  | 1961  | 1970  | 1980  | 1991  | 2001  | 2011  | 2021  |
| -------------- | ----- | ----- | ----- | ----- | ----- | ----- | ----- | ----- | ----- | ----- | ----- | ----- | ----- | ----- | ----- |
| Počet obyvatel | 2 066 | 1 989 | 1 991 | 2 003 | 2 040 | 1 905 | 1 848 | 1 413 | 1 589 | 1 641 | 1 731 | 1 722 | 1 868 | 1 783 | 1 783 |
| Počet domů     | 265   | 286   | 280   | 277   | 297   | 302   | 349   | 361   | 390   | 414   | 426   | 518   | 555   | 585   | 589   |

## Obecní správa a politika

### Části, členství ve sdruženích
Obec je rozdělena na pět částí:
- Batelov
- Bezděčín
- Lovětín
- Nová Ves
- Rácov

Každá z částí má své samostatné katastrální území, jmenovitě Batelov, Bezděčín na Moravě, Lovětín u Třešti, Nová Ves u Třešt“ a Rácov. Batelov má šest základních sídelních jednotek, jmenovitě Batelov, Za Tratí (ta leží na katastrálním území Batelov), Bezděčín, Lovětín, Nová Ves a Rácov.
Batelov je členem mikroregionu Třešťsko a místní akční skupiny Třešťsko.

### Zastupitelstvo a starosta
Obec má patnáctičlenné zastupitelstvo, v čele pětičlenné rady stojí od října 2022 starostka Mgr. Lenka Charvátová.
| Období    | Zapsaní voliči | Účast v % | Mandáty | Výsledky | Starosta              |
| --------- | -------------- | --------- | ------- | --- | --------------------- |
| 1990-1994 | 1737           | 84,8      | 15      | 7 OBČANSKÉ FÓRUM (OF) 5 Československá strana lidová (ČSL) 3 Komunistická strana Československa (KSČ)                                                         | Miroslav Řezníček     |
| 1994-1998 | 1720           | 80,93     | 15      | 8 ODS 4 KDU-ČSL 3 KSČM | Jiří Doležal          |
| 1998-2002 | 1829           | 61,4      | 9       | 4 ODS 2 KDU-ČSL 2 ČSSD 1 KSČM | Rudolf Šimek          |
| 2002–2006 | 1841           | 63,93     | 15      | 5 ODS 3 Sbor dobrovolných hasičů 3 KDU-ČSL 2 KSČM 2 ČSSD | Miroslav Mert         |
| 2006–2010 | 1849           | 66,04     | 15      | 3 ODS 3 Hn.na podporu dobrovol.hasičů 2 Strana zelených 2 Za obec krásnější 2 KSČM 2 ČSSD 1 KDU-ČSL                                                           | Petr Janoušek         |
| 2010–2014 | 1883           | 60,54     | 15      | 3 Hn.na podporu dobrovol.hasičů 2 HNUTÍ NEZÁV.PRO ROZ.BATELOVSKA 2 Strana zelených 2 ODS 2 KSČM 1 ČSSD 1 Za obec krásnější 1 STAROSTOVÉ A NEZÁVISLÍ 1 KDU-ČSL | Jiří Doležal          |
| 2014–2018 | 1918           | 57,09     | 15      | 6 Fair play - HNPD 3 KDU-ČSL 2 Hnutí nezáv. pro rozvoj Batel. 2 ČSSD 1 KSČM 1 Strana zelených                                                                 | Jiří Doležal          |
| 2018-2022 | 1913           | 56,66     | 15      | 7 Hasiči pro Batelovsko 3 KDU-ČSL 2 ČSSD 2 Nezávislí pro rozvoj Batelovska 1 KSČM                                                                             | Jiří Doležal          |
| 2022-2026 | 1886           | 54,19     | 15      | 6 KDU-ČSL 5 Hasiči pro Batelovsko 3 ČSSD 1 KSČM | Mgr. Lenka Charvátová |

### Znak a vlajka
Právo užívat znak a vlajku bylo obci uděleno rozhodnutím Poslanecké sněmovny Parlamentu České republiky dne 17. dubna 2009. V červeno- modře kosmo děleném štítě znaku nahoře ze spojených bůvolích rohů vyrůstá rytíř s taseným mečem v pravici, s levicí v bok, zlatým pštrosím perem na přilbě se zvednutým hledím, vše stříbrné. Dole zkřížené vztyčené zlaté gotické klíče přeložené vztyčeným stříbrným mečem. List dělený žlutým a bílým kosmým pruhem na červené žerďové a modré vlající pole. Žlutý pruh vychází z první čtvrtiny žerďového okraje do čtvrté čtvrtiny dolního okraje, bílý pruh vychází z první čtvrtiny horního okraje do čtvrté čtvrtiny vlajícího okraje. Poměr šířky k délce listu je 2 : 3.

## Hospodářství a doprava
Sídlí zde firmy Rejoice s.r.o., Wetland s.r.o., PRELOM CZ, s.r.o., ANLEY s.r.o., ELMA Batelov, s.r.o., FOWA Batelov, s.r.o., PLASTYKO WORD s.r.o., CHAPAR bag s.r.o., ELMONT s.r.o., AGRO Spělov, spol. s r.o., FK-EKOBRIKETY s.r.o., Třeštický mlýn s.r.o., AGROVAK, s.r.o, Škrobárny Pelhřimov a jedna z továren Motorpalu. Funguje tu řada obchodů, drogerie, pobočka České pošty a drobní živnostníci. Nachází se zde dvě restaurační zařízení – restaurace Na Západě a hostinec Na Mýtě. Ve zdravotním středisku služby poskytují stomatolog, gynekolog, pediatr a praktický lékař. V obci je i lékárna.
Obcí prochází silnice II. třídy č. 134 do Nové Vsi, č. 402 do Třeště a č. 639 z Dolní Cerekve do Horní Cerekve, dále pak komunikace III. třídy č. 13421 do Rácova, č. 13423 do Švábova a místní komunikace č. 13424 a železniční trať č. 225 z Havlíčkova Brodu do Veselí nad Lužnicí. Dopravní obslužnost zajišťují dopravci ICOM transport, Radek Čech - Autobusová doprava, AZ BUS & TIR PRAHA a ČSAD Jindřichův Hradec. Autobusy jezdí ve směrech Jemnice, Dačice, Telč, Pelhřimov, Praha, Jihlava, Počátky, Kamenice nad Lipou, Jindřichův Hradec, Lovětín, Rohozná, Jihlávka, Třešť a Nový Rychnov. a vlaky ve směrech Havlíčkův Brod a Veselí nad Lužnicí. Obec protínají cyklistické trasy Greenway ŘV do Lovětína, č. 5128 ze Spělova do Nové Vsi, č. 5092 do Rácova a vedle toho žlutě a zeleně značené turistické stezky.

## Školství, kultura a sport
Základní školu a mateřskou školu zřizuje obec Batelov. Základní školu ve školním roce 2014/2015 navštěvovalo 196 žáků. Do školy dojíždějí děti z místních částí Batelova (Bezděčín, Lovětín, Nová Ves, Rácov) a z menších okolních obcí Rohozné, Švábova a Růžené. První zmínka o zdejší škole pochází z roku 1652. Mateřská škola má čtyři třídy a ve školním roce 2014/2015 je do ní zapsáno 93 předškoláků. Na náměstí Míru stojí místní knihovna.
Fotbalový klub 1. FC Batelov byl založen v roce 1926. A tým hraje okresní přebor, mužstvo B pak IV. třídu. Součástí klubu je i družstvo žáků a přípravka. Z dalších sportovních a zájmových organizací jsou zde zastoupeny mažoretky, místní organizace Moravského rybářského svazu, Tělocvičná jednota Sokol a středisko zde má Junák – svaz skautů a skautek ČR. Působí tu i Sbor dobrovolných hasičů Batelov.

## Pamětihodnosti
- Starý a Nový zámek – Pozdně renesanční zámek ze 17. století, postavený na místě středověké tvrze. Dokončen byl v letech 1739–1740 za panování barona Burkhardta, Arnošt Blankenstein jej uvedl do dnešní podoby. V roce 2013 je v soukromém vlastnictví, došlo k jeho opravě, avšak není veřejnosti přístupný.[5]
- Barokní kostel Petra a Pavla stojí na náměstí. Stavba byla zahájena 17. dubna 1755 pod vedením stavitele Wolfganga Filsnera. Vznikla z podnětu barona Burkhardta, dokončili ji Blankensteinové ve 40. letech 19. století.[5]
- Zachovalé domy židovského ghetta doplňují ráz města.
- Kostel svaté Barbory nacházející na hřbitově
- Památník Karla Havlíčka Borovského na Havlíčkově vrchu
- Fara na náměstí, dům čp. 129
- Venkovská usedlost čp. 39
- Synagoga byla postavena v roce 1794. Od roku 1850 měla židovská obec svého rabína. Bývalé židovské ghetto bylo od další zástavby odděleno cestou, potokem a lesem. K roku 2013 tu sídlí svaz zahrádkářů, v interiéru se již žádné původní vybavení nenachází.[5]
- Židovský hřbitov západně od Batelova. Pochází pravděpodobně z roku 1540. Nacházejí se zde náhrobky ze 16. a 17. století.[5]
- Socha Immaculaty před kostelem
- Socha sv. Jana Nepomuckého na náměstí
- Sloup se sochou P. Marie při silnici do Třeště
- Sochy Kalvárie na kopci u lesa
- Pilíř na Noveckém kopci
- Kašna na náměstí
- Batelovská lípa – památný strom u postranního vchodu na hřbitov

## Galerie

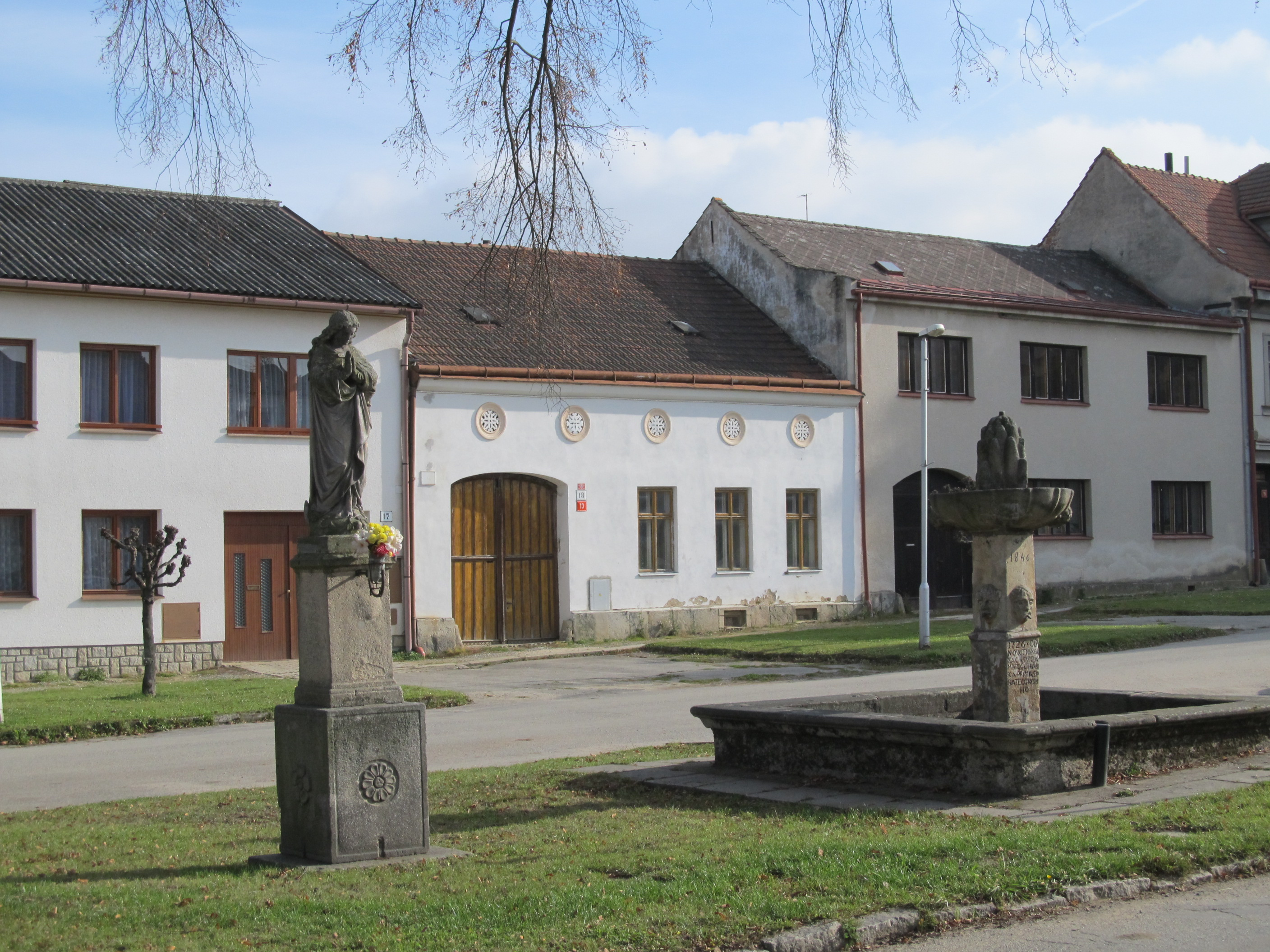
Socha Immaculaty a kašna na náměstí Míru
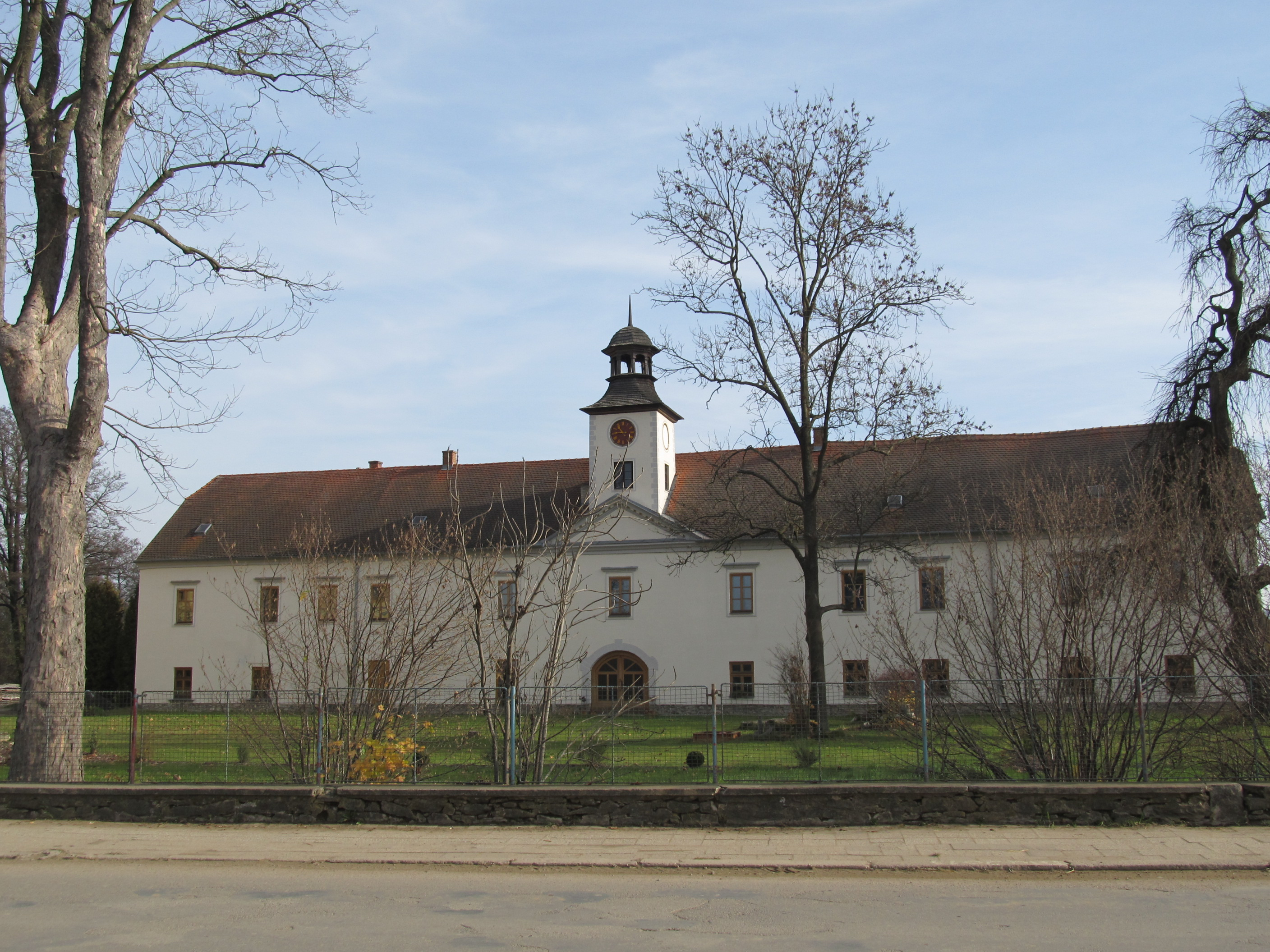
Starý zámek
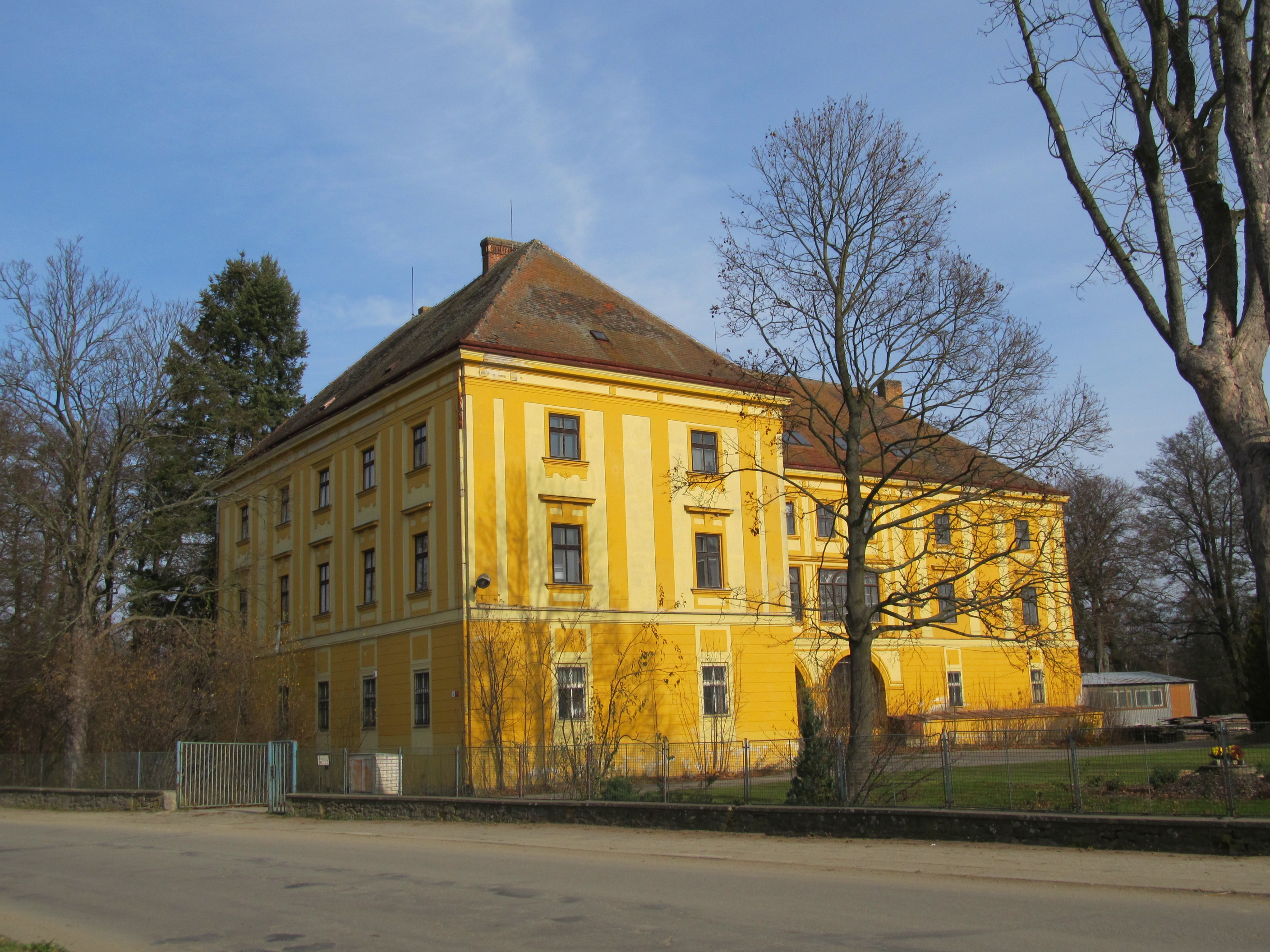
Nový zámek
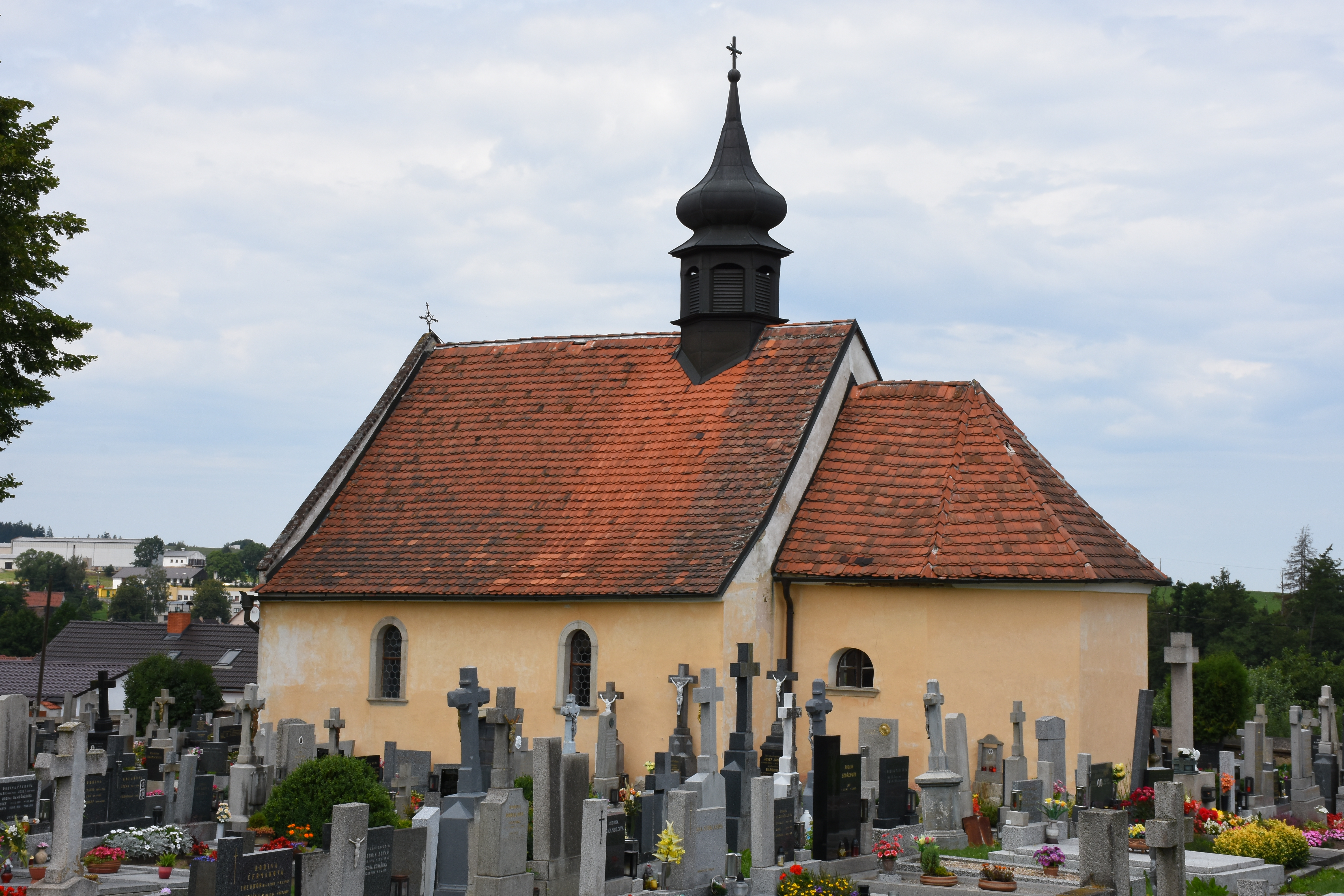
Hřbitov s kostelem sv. Barbory
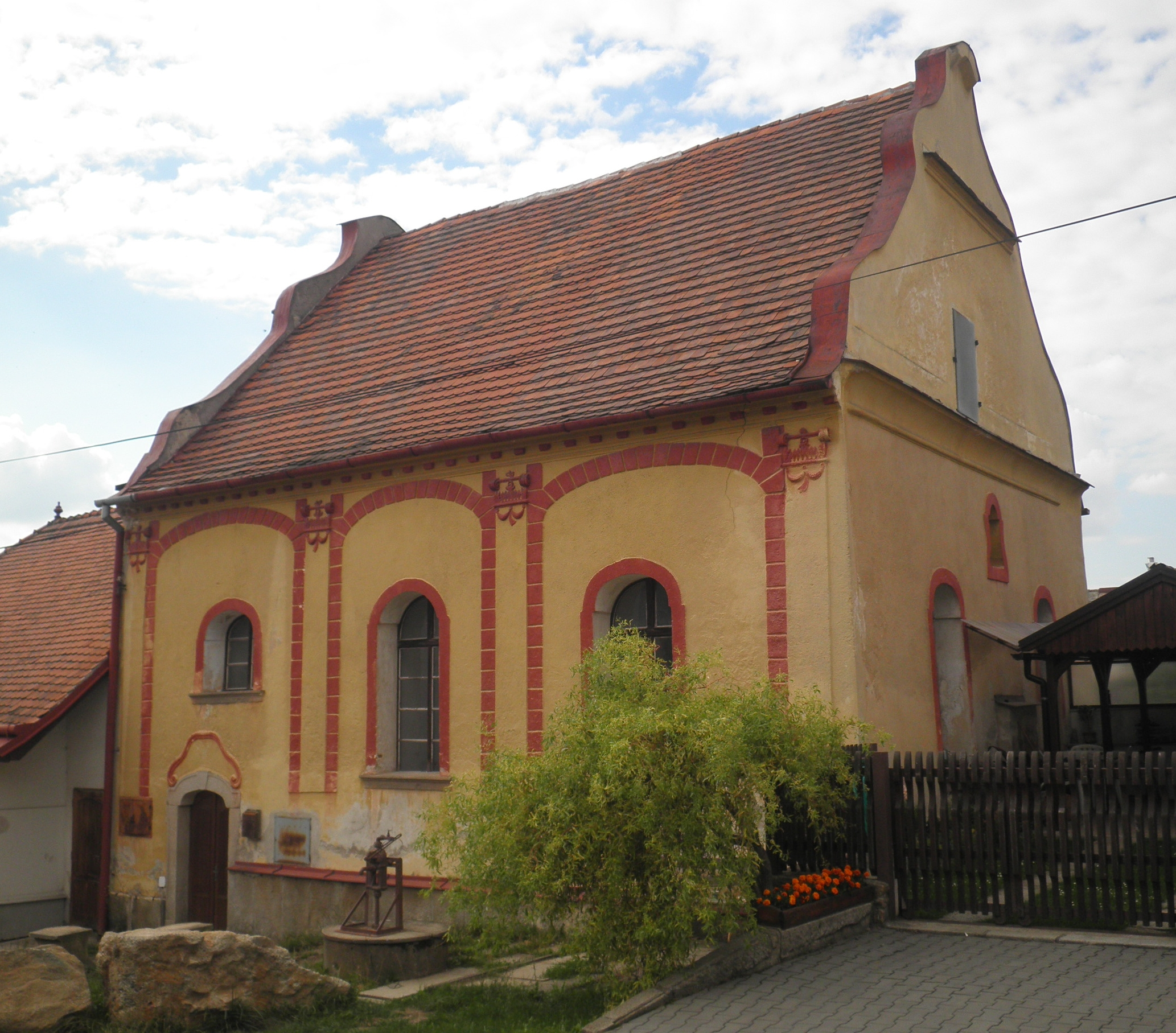
Bývalá synagoga
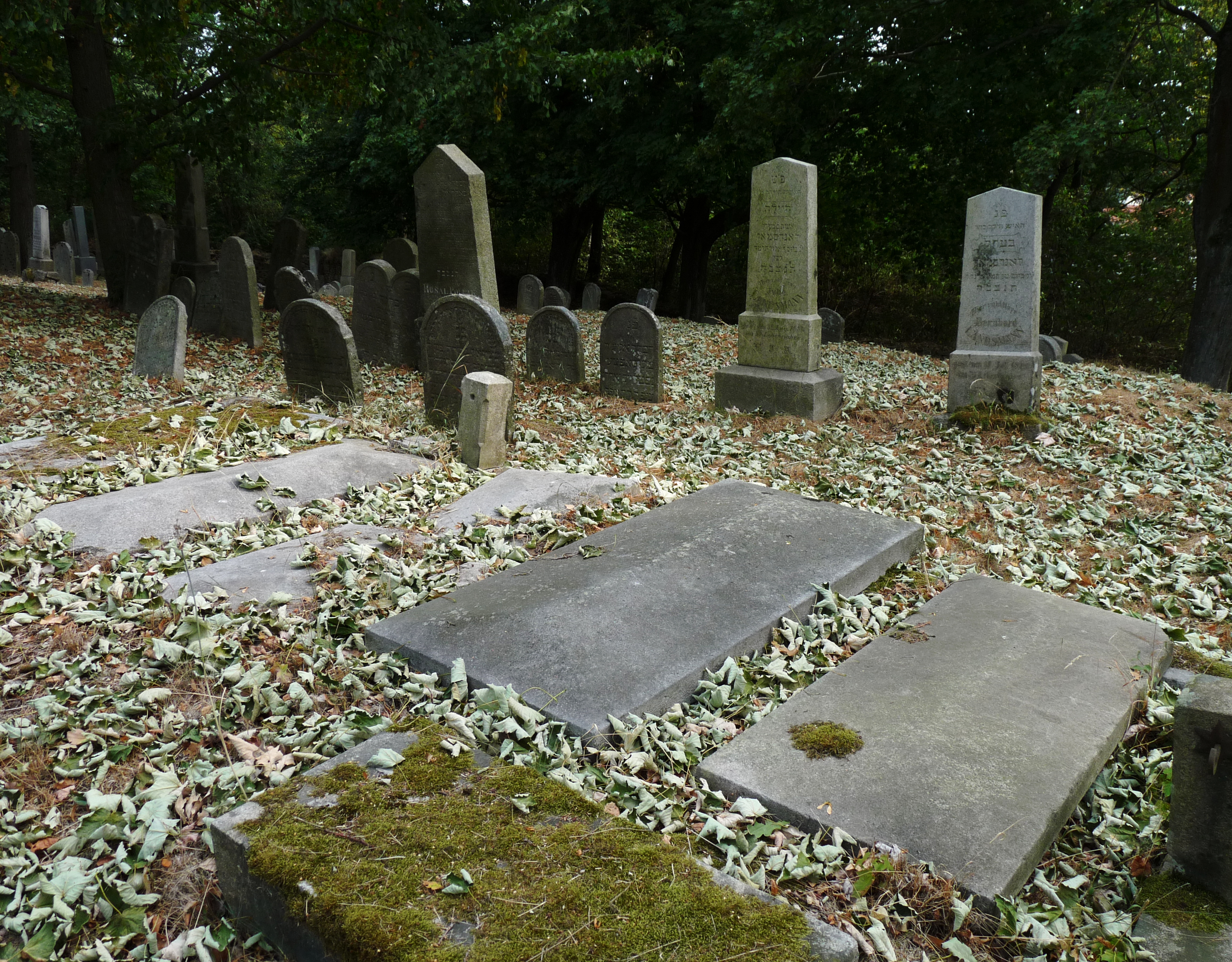
Židovský hřbitov

## Osobnosti
- Zdeněk Mahler (1928–2018), spisovatel, scenárista, publicista a muzikolog

## Zemská příslušnost
Do Čech náležejí okrajové pozemky k. ú. Batelov a téměř celé k. ú. Bezděčín na Moravě, které má poněkud zavádějící název, protože ve svých původních hranicích k Moravě historicky nepatřilo a původně neslo název Bezděčín. K Moravě pak náleží Lovětín, Nová Ves, Rácov a téměř celé k. ú. Batelov včetně celé jeho zástavby a nepatrná okrajová část k. ú. Bezděčín na Moravě.

## Doprava

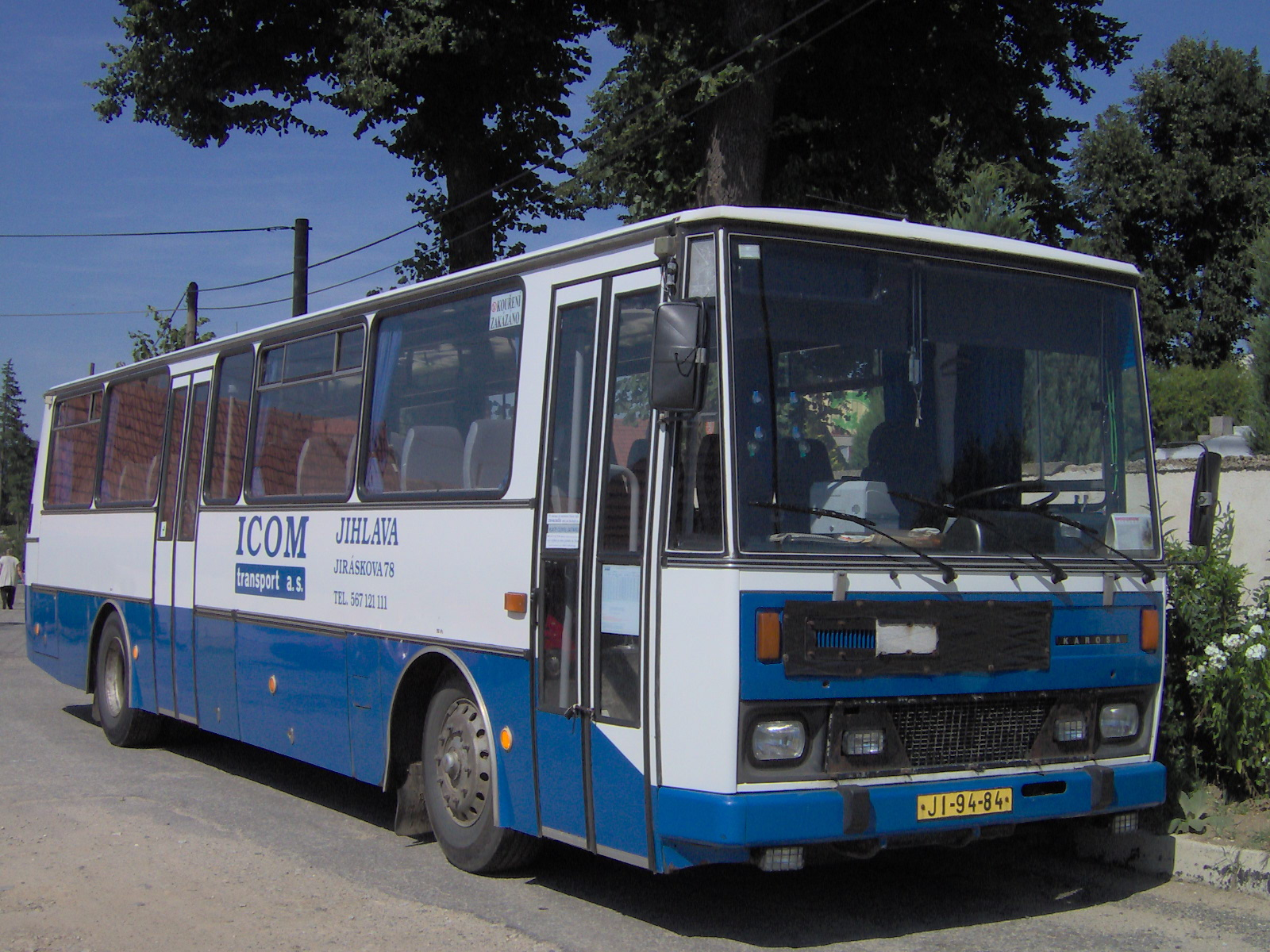
Autobus Karosa C 735 společnosti ICOM transport v Batelově

Městys Batelov je obsluhován železniční tratí č. 225 z Havlíčkova Brodu do Veselí nad Lužnicí a autobusy. Železniční stanice Batelov se nachází v severní části městyse.